# Valençay (municipi)
Valençay és un municipi francès del departament de l'Indre (regió de Centre - Vall del Loira). En aquesta localitat es va signar el Tractat de Valençay entre Napoleó i Ferran VII que va significar el retorn de la corona espanyola a aquest rei. La localitat, a més, dona nom a un formatge francès, el Valençay.